# ألبرت بيرشتات
ألبرت بيرشتات (بالألمانية: Albert Bierstadt)‏ (و. 1830 – 1902 م) هو رسام، من ألمانيا، ولد في زولينغن، توفي في نيويورك، عن عمر يناهز 72 عاماً.

## التعليم
تعلم في مدرسة دسلدورف للرسم (1953–1957).

## روابط خارجية
- ألبرت بيرشتات على موقع الموسوعة البريطانية (الإنجليزية)
- ألبرت بيرشتات على موقع ميوزك برينز (الإنجليزية)
- ألبرت بيرشتات على موقع إن إن دي بي (الإنجليزية)
- ألبرت بيرشتات على موقع ديسكوغز (الإنجليزية)